# Kōshō Murakami
Kōshō Murakami (jap. 村上 光照 Murakami Kōshō; ur. w 1937 w Takamatsu) – mistrz zen (rōshi), wieloletni uczeń mistrza Kōdō Sawakiego, jednego z najbardziej poważanych nauczycieli w tradycji sōtō, który zwany był Bezdomnym Kodo.

## Życiorys
Studiował fizykę teoretyczną na Uniwersytecie w Nagoya, a później kontynuował studia doktoranckie z zakresu fizyki teoretycznej na Uniwersytecie w Kioto. Podczas swoich studiów spotkał rōshiego Kōdō Sawakiego i został jego uczniem. Otrzymał od niego jukai w świątyni Myōgen-ji w 1960 roku. 
Murakami podążał za swoim nauczycielem aż do śmierci Sawakiego w 1965 r., niestrudzenie praktykując zazen. Po śmierci Sawakiego został formalnie mnichem i w świątyni Amida-ji oddał się praktyce shikantaza, która stała się podstawą jego codziennego życia. Siedem lat później w prefekturze Shizuoka otworzył dwa miejsca praktyki zazen: Raku-an i Anraku-an, gdzie można go od czasu do czasu zastać jak prowadzi sesshin i zazenkai. 
Kōshō Murakami, idąc za przykładem swojego nauczyciela Kōdō Sawakiego, wędruje po Japonii, rozmawia z ludźmi, prowadzi sesshin i praktykuje takuhatsu. Podobnie jak i jego nauczyciel nie przywiązuje on specjalnej wagi do hierarchii buddyjskiej, posiadania świątyni itp. 
Murakami powiedział kiedyś, że prawdziwy kapłan zen nie powinien być rozpieszczony jak zwierzak domowy, powinien raczej żyć życiem tygrysa w dżungli.